# William of Northolt
William of Northolt († 3. Mai 1190) war ein englischer Geistlicher. Ab 1186 war er Bischof von Worcester.

## Aufstieg zum Bischof
William of Northolt erhielt seinen Namen von dem Dorf Northolt in Middlesex, wo das Kathedralkapitel der Londoner St Paul’s Cathedral Grundbesitz besaß. Über seine Herkunft und seine Ausbildung ist nichts bekannt. Wahrscheinlich besuchte er keine Universität, denn er wurde nie als Magister bezeichnet. Als junger Mann gehörte er zum Gefolge von Theobald von Bec, der 1138 Erzbischof von Canterbury wurde. Von diesem erwarb er zwischen 1145 und 1150 Grundbesitz in London. Um 1163 wurde er Kanoniker an der St Paul’s Cathedral. Dazu wurde er vor 1177 Pfarrer von Hanwell bei Ealing, das zum Besitz des Bischofs von London gehörte. 1181 verwaltete er das Gut von West Drayton, das dem Kathedralkapitel von St Paul’s gehörte. Als Thomas Becket 1162 Erzbischof wurde, wechselte Northolt nicht in dessen Dienste. Als Becket jedoch 1164 ins Exil ging, bat er Northolt um finanzielle Unterstützung. Ob Northolt ihm diese gewährte, ist nicht bekannt. Am Himmelfahrtstag 1169 nahm Northolt an dem Gottesdienst in der St Paul’s Cathedral teil, während dessen die von Becket verhängte Exkommunikation des Londoner Bischofs Gilbert Foliot verkündet wurde. Vermutlich kurz nach August 1174, als der neue Erzbischof Richard of Dover nach England zurückgekehrt war, trat Northolt in dessen Dienste und wurde dessen Seneschall. Nach Richards Tod 1184 blieb er im Dienst von dessen Nachfolger Balduin. Bereits 1177 war er Archidiakon von Gloucester geworden, was er vielleicht der Fürsprache von Gilbert Foliot bei Bischof Roger of Worcester zu verdanken hatte. Dieses Amt nahm Northolt jedoch selten wahr. Stattdessen diente er König Heinrich II. von 1184 bis 1185 als Verwalter der vakanten Diözese Rochester und 1185 als Verwalter der Diözese Worcester. Um den 25. Mai 1186 wurde Northolt zum neuen Bischof von Worcester gewählt, womit er seine anderen Ämter niederlegte. Am 21. September 1186 wurde er in Westminster zum Bischof geweiht.

## Bischof von Worcester
Northolt genoss als Bischof sowohl das Vertrauen von König Heinrich II. wie auch das seines ehemaligen Dienstherrn Erzbischof Balduin von Canterbury. Als dieser über den Bau einer neuen Kollegiatkirche, die dem heiliggesprochenen Thomas Becket geweiht werden sollte, in einem heftigen Konflikt mit dem Kathedralkapitel von Canterbury geriet, war Northolt einer von drei Bischöfen, die mit dem Kathedralkapitel einen Ausgleich verhandeln sollten. Die Mönche misstrauten jedoch auch Northolt, und der Chronist Gervasius von Canterbury bezeichnete ihn gar als Schlange. Dennoch gehörte Northolt 1188 erneut einer Abordnung an, die vergeblich mit den Mönchen verhandelte.
Als Bischof von Worcester führte Northolt mit Bischof William de Vere von Hereford einen Rechtsstreit um das Gut von Inkberrow in Worcestershire. Vermutlich im März 1188 wurde der Fall in Kempsey, einem Gut des Bischofs von Hereford, dem König zur Entscheidung vorgelegt, worauf William de Vere schließlich seine Ansprüche zurückzog. Nach der Chronik von Gerald of Wales verbot Northolt das Singen eines Liebeslieds in Kirchen, nachdem ein Priester den Refrain des Liedes gesungen hatte. Dies gilt als frühes Beispiel für das Verbot von Tanzen, Spielen und Singen von weltlichen Liedern in Kirchen und Kirchhöfen, was ab etwa 1214 häufig in Synodalstatuten verboten wurde.